# Operation Spring
Operation Spring var en offensiv, som blev gennemført af 2. canadiske korps under Operation Overlord. Operationen skulle lægge pres på de tyske styrker, som opererede på de britiske og canadiske fronter samtidig med, at der i den amerikanske sektor blev gennemført offensive operationer under betegnelsen Operation Cobra – en operation som havde til formål at opnå et gennembrud af den tyske front og et udbrud fra brohovedet i Normandiet.
Operation havde som mål at erobre Verrières højderyggen og byerne på sydskråningen af højderyggen.  Et stærkt tysk forsvar på højderyggen og en streng overholdelse af en defensiv doktrin om modangreb fik offensiven til at gå i stå på førstedagen, og påførte angriberne store tab, samtidig med at det forhindrede et gennembrud i den britisk-canadiske sektor.

## Baggrund
Caen blev erobret den 19. juli 1944 under Operation Goodwood, efter seks ugers stillingskrig i Normandiet. 8 km syd for Caen blokerede Verrières højderyggen for en allieret fremrykning direkte mod Falaise. Indledende skridt til at tage højderyggen under Goodwood blev stoppet af 1. SS panserkorps under general Sepp Dietrich. Den 20. juli forsøgte 2. canadiske korps under general Guy Simonds en tilsvarende offensiv under kodenavnet Operation Atlantic. Selv om den havde fremgang i starten fik kraftige modangreb fra Deitrichs panserdivisioner offensiven til at gå i stå, og de canadiske styrker led tab på 1.349.
Den 22. juli gav feltmarskal Bernard Montgomery, chefen for 21. armégruppe Simonds ordre til at tilrettelægge en udbrudsoffensiv langs Verrières højderyggen, som skulle igangsættes samtidig med Operation Cobra, det amerikanske udbrud i vest.

## Grundlæggende plan
Den anden fase gik ud på at Calgary Highlanders skulle rykke fra St. Martin for at erobre May-Sur-Orne og Bourguébus højderyggen og derved sikre flankerne ved Verrières højderyggen. I den tredje fase skulle Black Watch rykke fra Hill 61 til St. Martin, samles, og angribe Verrières højderyggen med kampvogns- og artilleristøtte. I den fjerde fase ville Simonds indsætte kampvogne og artilleri for at nå det endelige mål syd for højderyggen, og dermed skabe en bule i de tyske linjer og forøge chancen for et gennembrud ud af Normandiet. Hver fase i planen krævede præcis timing. Hvis en af faserne var ude af trit, ville det resultere i en fuldstændig katastrofe.

## Tyske forberedelser
Tyskerne regnede med yderligere angreb i Caen området og derfor forstærkede de Verrières højderyggen i dagene før angrebet. Om aftenen den 24. juli var yderligere 480 kampvogne, 500 kanoner og fire infanteribataljoner i området.  ULTRA opsnappede krypterede signaler, som meddelte dette, og afleverede dem til Simonds hovedkvarter, om end det ikke vides om han rent faktisk modtog meddelelsen.

## Fase 1
Klokken 3.30 angreb North Nova Scotia Highlanders Tilly La Campagne. Simonds havde udviklet et komplekst lyssystem med søgelys som blev reflekteret af skyerne, og dermed gav tropperne mulighed for at se fjendens stillinger. Det betød også at de canadiske tropper var tydelige mål for de tyske forsvarere, og de måtte kæmpe indædt for at komme frem. Klokken 4.30 blev et signalblus affyret fra de forreste kompagnier, hvilket angav at målet var blevet erobret. I løbet af den næste time begyndte oberstløjtnant Charles Petch at flytte forstærkninger til landsbyen for at hjælpe med at rense den for de sidste tyskere.
Mod vest lykkedes det Royal Hamilton Light Infantry at få kontrol over landsbyen Verrières klokken 5.30 selv om de mødte hård modstand. Klokken 7.50 rapporterede oberstløjtnant John Rockingham til Simonds at hans bataljon havde forskanset sig sikkert i målet.

## Fase 2
Den 25. juli forsøgte Calgary Highlanders at gennemføre angreb mod May-sur-orne og Bourguébus højderyggen. Uheldigvis var der stadig masser af tyskere i samlingsområdet ved St. Martin. Imidlertid omgik to kompagnier fra Calgary Highlanders St. Martin og nåede udkanten af May-Sur-Orne. Herefter gik radioforbindelsen tabt, og begge kompagnier led ekstremt store tab. Op ad formiddagen sikrede Calgary Highlanders St. Martin, og angreb derefter Bourguebus højderyggen. De led svære tab ved to angreb, og Calgary Highlanders havde problemer med at holde fast i May-Sur-Orne.

## Fase 3
Af alle faserne i planen var det fase 3, som formentlig krævede den mest præcise timing. To tidligere forsøg, begge udført af Essex Scottish Regiment og South Saskatchewan Regiment, var endt i et blodbad. Uheldigvis for Black Watch, gik det galt fra starten. Deres panser og artilleristøtte dukkede aldrig op (eller da den gjorde blev den skudt i smadder), og de var fire timer forsinkede da de nåede deres samlingsområde ved St. Martin [Black Watch løb ind i kraftig tysk modstand da de rykkede fra Hill 61 til landsbyen]. Da de angreb Verrières højderyggen blev de udsat for beskydning fra tre sider ("Fabriksområdet" syd for St. Martin, Verrières højderyggen selv og tyske enheder på den anden side af Orne). I løbet af minutter var kommunikationen blevet afbrudt, og Black Watch mistede alle undtagen 15 af sine angribende soldater. Det var den blodigste dag for de canadiske styrker siden Dieppe.

## Tyske modangreb
Gennem de næste dage fortsatte tyske tropper, fortrinsvis 12. og 9. SS panserdivision med at gnave løs på de canadiske stillinger, som var blevet vundet i Operation String. Calgary Highlanders trak sig til sidst ud af May-sur-Orne, og North Novascotia Regiment blev tvunget til at trække sig tilbage fra Tilly-la-Campagne.
Tyske styrker indledte straks et modangreb ved Verrières landsbyen og blev slået tilbage. I de følgende to dage kæmpede Royal Hamilton Light Infantry "fanatisk" for at forsvare højderyggen og afværgede dusinvis af modangreb. Rockingham baserede forsvaret på velplacerede anti-tank kanoner og maskingeværstillinger og afviste to panserdivisioners angreb. Den 26. juli erklærede tyske ledere: "Hvis du krydser højdedraget er du dødsens" til soldater, som blev indsat på den sydlige skråning af Verrières. Mens de holdt byen havde Royal Hamilton Light Infantry tab på over 200.
Yderligere tyske modangreb fik tvunget Cameron Highlanders, Calgary Highlanders og Black Watch til at trække sig tilbage fra May Sur Orne og St. Martin. Black Watchs støttekompagni og Calgary Highlanders led begge store tab da de blev tvunget tilbage fra deres stillinger.

## Efterspil
I midten af juli troede tyske styrker, at Simonds' offensiv ville være hovedangrebet ud af brohovedet i Normandiet. Som følge heraf blev SS' elitetropper koncentreret der. Da operation Cobra gik i gang indså den tyske overkommando at Cobra var hovedoffensiven og flyttede derfor tropper til området. Da Operation Totalize blev iværksat i august blev målet taget forholdsvis let. Den canadiske hærs officielle historie omtaler operation Spring som et "holding attack" (fastholdelsesangreb) i og med at det blev iværksat med offensive mål, men samtidig med den hensigt at forsinke overførsel af styrker vestpå.
Uden tvivl til dels takket være de fortsatte svære kampe i Caen-sektoren var den tyske overkommando langsom til at forstå den grundlæggende betydning af det amerikanske angreb i vest. Montgomerys frygt for at "tyvstarten" på operation Cobra den 24. juli, hvor dårligt vejr betød at angrebet blev afblæst efter at bombningen var begyndt, ville afsløre hans plan, viste sig at være grundløs. Tyskerne var for forblindede til at tro, at amerikanerne havde forsøgt et større fremstød, og at deres modstand havde stoppet det på stedet. Da 7. amerikanske korps indledte de egentlige angreb efter et ordentligt pust med tunge bombefly den 25. juli gik der en hel dag før alvoren begyndte at sive ind. Så, om eftermiddagen den 26., anmodede von Kluge om hurtigt at få en pansret division fra Heeresgruppe G i Sydfrankrig til at hjælpe ham med at stoppe tidevandet. Samtidig besluttede han at flytte yderligere infanteridivisioner ned fra 15. arme nord for Seinen. Men begge disse områder var for langt væk til at yde øjeblikkelig hjælp, og først om morgenen den 27. gav von Kluge tilladelse til en bevægelse af tropper fra den tilstødende front overfor 2. britiske armé. Han beordrede 2. panserdivision og hovedkvarteret af 47. panserkorps skulle rykke til området syd for Saint-Lô hurtigst muligt. Senere på dagen blev også 116. panserdivision beordret vestpå. Men det var for sent til at forhindre et amerikansk gennembrud. På den samme dag "fandt de afgørende aktioner i operationen sted". Den aften var 1. amerikanske infanteridivision i udkanten af Coutances.

Denne afgørende forsinkelse på 48 timer havde blodsudgydelsen i Operation Spring hjulpet med til at skaffe, selv om den operation bestemt gjorde mere end at forstærke allerede kraftige effekt af operationerne Goodwood og Atlantic. Spring var blot det sidst og ikke mindst kostbare
af det lange fastholdelsesangreb, som briterne og canadierne havde gennemført i overensstemmelse med Montgomerys plan om at skabe en mulighed for et afgørende gennembrud på den modsatte flanke af brohovedet. Der havde været et presserende strategisk behov for den, og
det presserende blev understreget i den øverstkommanderendes meddelelser til Montgomery. Muligheden var nu så rigelig til stedet, og de amerikanske kolonner, som rullede syd på fra Saint Lô greb dem med begge hænder. Men de svære kampe på Caen fronten var endnu ikke ovre. 

## Eksterne kilder
- Stacey, Colonel Charles Perry; Bond, Major C.C.J. "Official History of the Canadian Army in the Second World War: Volume III. The Victory Campaign: The operations in North-West Europe 1944-1945" (PDF). The Queen's Printer and Controller of Stationery Ottawa. Arkiveret (PDF) fra originalen 12. september 2008. Hentet 2008-08-20.